# 蒙特內哥羅的米爾科王子
蒙特內哥羅的米爾科，全名米爾科·彼得羅維奇-涅戈什（1879年4月17日—1918年3月2日），蒙特內哥羅國王尼古拉一世的次子。

## 家庭
1902年，米爾科與娜塔莉亞·康斯坦丁諾維奇結婚，兩人共有三個兒子：
1. 米海洛（1908年—1986年）
2. 帕維爾（1910年—1933年）
3. 埃曼努爾（1912年—1928年），早逝